# 尖嘴鉗

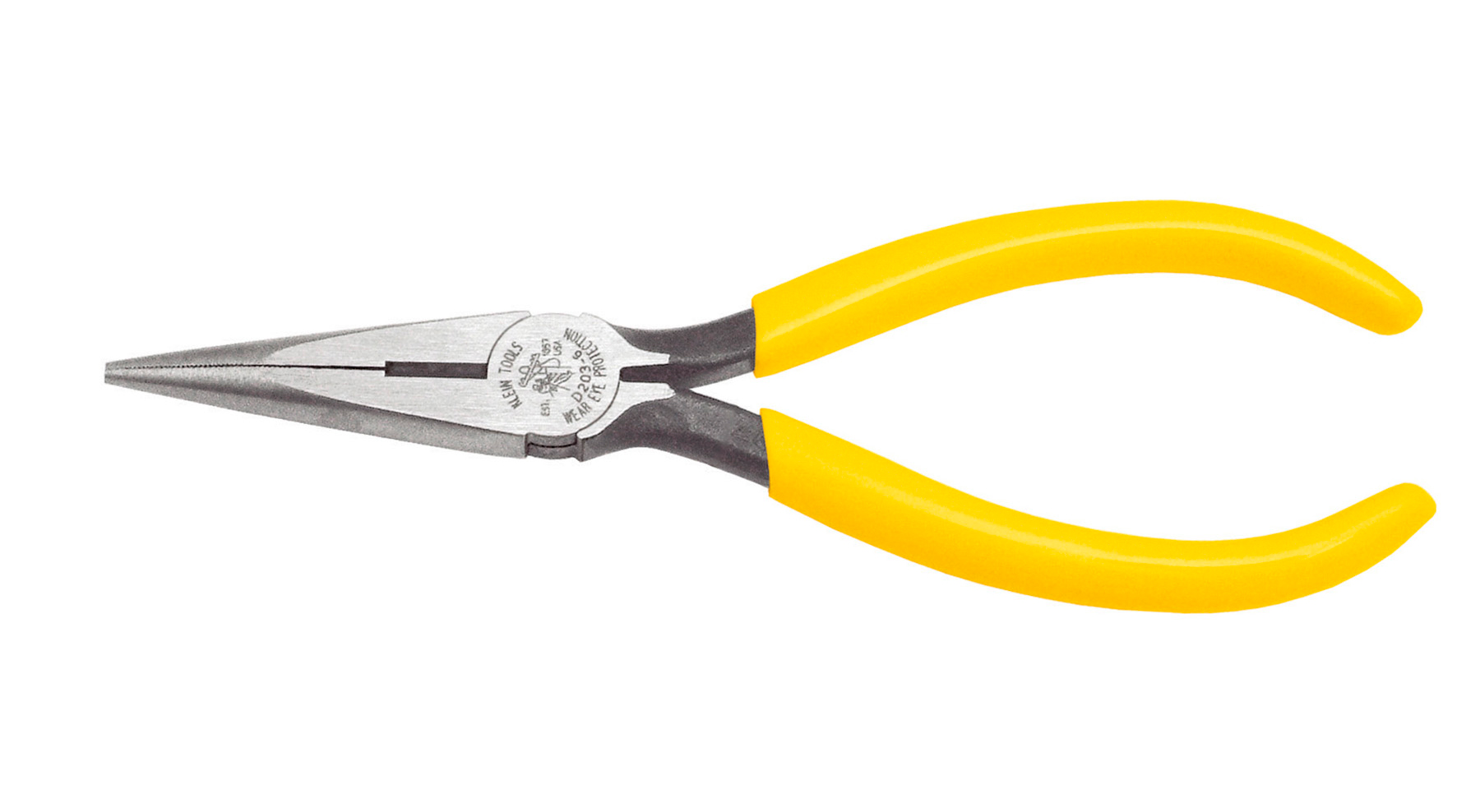
Klein Tools D203-6的尖嘴鉗

尖嘴鉗（英語：Needle-nose pliers）是可以用來剪斷及固定的鉗，是手工藝人、珠寶設計師、電工、網路工程師、技工常用的工具，其鉗口的尖嘴可以彎曲或固定金屬線，而尖嘴旁的切削邊也可以剪斷金屬線。尖嘴也方便進入一些空間較受限，手指無法直接觸及的位置。
歪嘴鉗（Bent nose pliers）類似尖嘴鉗，但其尖嘴是彎曲的。

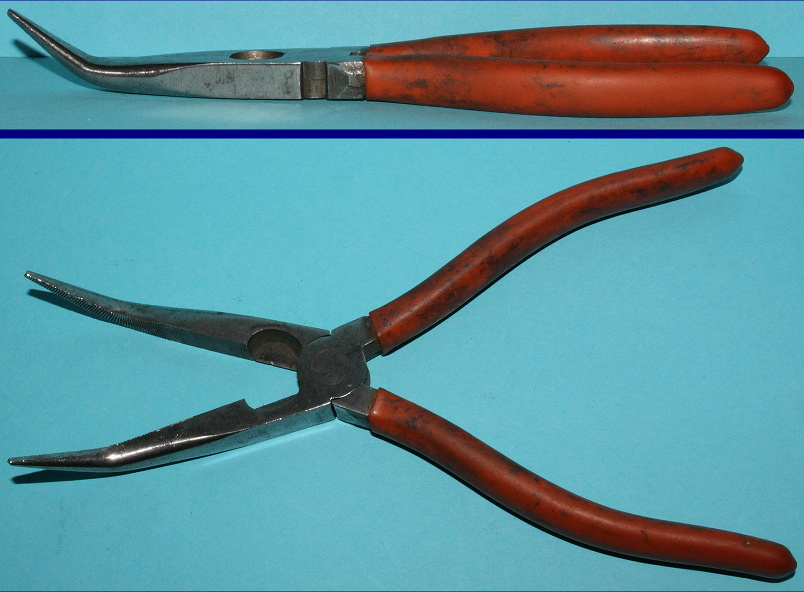
歪嘴鉗

## 概述
尖嘴鉗有切割、固定、拉伸、成形等功能，其錐形尖端可以抓取較細的金屬線以及小的電子零件。有些尖嘴鉗的尖嘴是平的，有些則是彎曲的。目前尖嘴鉗在電工的使用已經減少，不過仍然用在許多不同的場合。
尖嘴鉗是切割及加工銅線或是其他金屬線的工具，也可以將小零件放入設備中，或是從設備中取出。和一般的鉗子相比，尖嘴鉗可以在狹小的空間內工作，並且可以切斷銅線或是金屬線。尖嘴鉗的尖端用來夾取物體，內側有紋路，避免在夾取物體時滑動。在JIS中定義了B4631，是有切割刀刃的尖嘴鉗。

## 圆嘴钳
圆嘴钳（或魚口钳）類似尖嘴鉗，但沒有切割的功能。在JIS裡定義在B4624。圆嘴钳比一般的钳子小，也有錐形尖端，是用於電信設備、收音機或電視機維修的工具。也可以用於彎曲銅線和鐵線。